# John Paintsil
John Paintsill (Berekum, 15. lipnja 1981.) je ganski umirovljeni nogometaš, koji je igrao u obrani. Trenutačno je pomoćni trener u južoafričkom Kaizer Chiefsu.
Pravo prezime mu je Paintsil no, na rođenju mu je bilo zapisano Pantsil. U takvom je obliku došlo do putovnice i njegove registracije u engleskoj Premijer ligi.
Paintsil je odigrao 89 utakmica za gansku nogometnu reprezentaciju. Bivši nogometaš je predstavljao domovinu na dva Svjetska prvenstva (2006. i 2010.) te u pet finala Afričkog kupa nacija.

## Klupska karijera

### Maccabi Tel Aviv
Paintsil se pridružio izraelskom klubu Maccabiju iz Tel Aviva 2002. godine, gdje je bio članom sastava koji je osvojio naslov izraelskog prvaka i koji je došao do poluzavršnice kupa. Odigrao je 46 utakmica u ligi i 5 utakmica u Ligi prvaka.

## Vanjske poveznice
- Soccerbase  Arhivirana inačica izvorne stranice od 1. listopada 2007. (Wayback Machine) Profil
- Biografija  Arhivirana inačica izvorne stranice od 5. veljače 2009. (Wayback Machine) ESPN
- Profil  Arhivirana inačica izvorne stranice od 17. srpnja 2006. (Wayback Machine) SP 2006.
- Ganski nogometni savez